# Быстшица (приток Одры)
Бы́стшица (пол. Bystrzyca) — река в юго-западной Польше, в Нижнесилезском воеводстве, левый приток реки Одра. Исток находится возле горы Лезскинцем, на высоте 630 метров над уровнем моря, устье — во Вроцлаве, на высоте около 105 метров над уровнем моря.
Длина Быстшицы 95,2 км. Площадь бассейна 1768 км². В нижнем её течении создан национальный парк «Долина Быстшицы». На реке существует 2 небольших озера: Лубашовское и Слаские.
На Быстшицы расположены 3 города: Глушица, Едлина-Здруй и Конты-Вроцлавске.